# Равнице (Велико Трговишће)
Равнице су насељено место у саставу општине Велико Трговишће у Крапинско-загорској жупанији, Хрватска. До територијалне реорганизације у Хрватској налазиле су се у саставу старе општине Забок.

## Становништво
На попису становништва 2011. године, Равнице су имале 316 становника.

## Попис1991.
На попису становништва 1991. године, насељено место Равнице је имало 337 становника, следећег националног састава:
| Попис 1991.‍  | Попис 1991.‍  | Попис 1991.‍ | Попис 1991.‍ | Попис 1991.‍ |
| ------------ | ------------ | ----------- | ----------- | ----------- |
|              |              |             |             |             |
| Хрвати       | Хрвати       |             | 336         | 99,70%      |
| неопредељени | неопредељени |             | 1           | 0,29%       |
| укупно: 337  |              |             |             |             |